# Saison 1 de Popstars
Vous pouvez aider à l'améliorer ou bien discuter des problèmes sur sa page de discussion.
- Il n'est pas vérifiable et peut contenir des informations totalement erronées. Il est fortement conseillé aux contributeurs d'étayer son contenu par des sources fiables. Sans cela, sa suppression pourrait être envisagée. (si vous venez d'apposer le bandeau, veuillez cliquer sur ce lien pour créer la discussion et en afficher les indications). (Marqué depuis juillet 2025)
- Il peut contenir un travail inédit ou des déclarations non vérifiées. Vous pouvez l’améliorer en ajoutant des références. (Marqué depuis juillet 2025)

- Archive Wikiwix
- Bing
- Cairn
- DuckDuckGo
- E. Universalis
- Gallica
- Google
- G. Books
- G. News
- G. Scholar
- Persée
- Qwant
- (zh) Baidu
- (ru) Yandex
- (wd) trouver des œuvres sur Wikidata

Vous pouvez aider à l'améliorer ou bien discuter des problèmes sur sa page de discussion.
- Il ne cite pas suffisamment ses sources. Vous pouvez indiquer les passages à sourcer avec {{référence nécessaire}} ou {{Référence souhaitée}}, et inclure les références utiles en les liant aux notes de bas de page. (Marqué depuis juillet 2025)
- Certaines de ses couleurs nuisent à son accessibilité et ne respectent pas la charte graphique. Les couleurs ne sont pas interdites, mais il est conseillé d'en faire un usage modéré qui respecte les normes d'accessibilité. (Marqué depuis juillet 2025)

- Archive Wikiwix
- Bing
- Cairn
- DuckDuckGo
- E. Universalis
- Gallica
- Google
- G. Books
- G. News
- G. Scholar
- Persée
- Qwant
- (zh) Baidu
- (ru) Yandex
- (wd) trouver des œuvres sur Wikidata

La saison 1 de Popstars est la première saison de l'émission de casting Popstars, diffusée sur M6 du 20 septembre 2001 au 20 décembre 2001. 
Elle est la première émission de téléréalité musicale en France. Elle débute le 20 septembre 2001. Star Academy commence un mois plus tard, le 20 octobre 2001, sur TF1.
Elle est remportée par le groupe L5 composé de Lydy, Alexandra, Claire, Coralie et Marjorie.

## Jurys
- Santi Casariego, Ex-directeur général de Mercury France
- Mia Frye, Chorégraphe
- Pascal Broussot, Directeur Artistique de M6 évènements

## Professeurs
- Richard Cross, Coach Vocal
- Michel Ressiga, Chorégraphe
- Benjamine Fajeau, Gouvernante
- Marie-Christine Maillet, Coach Casting

## Candidats
⭐Gagnantes⭐
⭐Alexandra / Claire / Coralie / Lydy / Marjorie
🌟Finalistes🌟
🌟Donia / Isabelle / Vanessa / Sandra / Anne-Sophie
❎Demi-Finalistes❎
❎Sonia / Virginie / Marie / Carole / Séverine
❌Monia / Alice / Stella / Audrey / Sonia / Aurélie / Priscillia / Marjorie / Valérie / Karine
✖Tissen / Laëtitia / Mareïva / Christina / Cécile / Martine

## Audiences
| Épisode | Diffusion               | Téléspectateurs | Parts de marché | Classement des audiences de la soirée | Référence |
| ------- | ----------------------- | --------------- | --------------- | ------------------------------------- | --------- |
| 1       | Jeudi 20 septembre 2001 | 3 013 020       | 12,9 %          | 4e                                    | [ 1 ]     |
| 2       | Jeudi 27 septembre 2001 | 3 964 500       | 16,7 %          | 2e                                    | [ 1 ]     |
| 3       | Jeudi 4 octobre 2001    | 4 175 940       | 17 %            | 3e                                    | [ 1 ]     |
| 4       | Jeudi 11 octobre 2001   | 3 805 920       | 15,6 %          | 3e                                    | [ 1 ]     |
| 5       | Jeudi 18 octobre 2001   | 4 704 540       | 19,1 %          | 2e                                    | [ 1 ]     |
| 6       | Jeudi 25 octobre 2001   | 5 656 020       | 23,5 %          | 2e                                    | [ 1 ]     |
| 7       | Jeudi 1er novembre 2001 | 4 704 540       | 19,2 %          | 3e                                    | [ 1 ]     |
| 8       | Jeudi 8 novembre 2001   | 5 286 000       | 21,3 %          | 2e                                    | [ 1 ]     |
| 9       | Jeudi 15 novembre 2001  | 5 021 700       | 20,5 %          | 2e                                    | [ 1 ]     |
| 10      | Jeudi 22 novembre 2001  | 5 021 700       | 20,1 %          | 2e                                    | [ 1 ]     |
| 11      | Jeudi 29 novembre 2001  | 5 338 860       | 21,3 %          | 2e                                    | [ 1 ]     |
| 12      | Jeudi 6 décembre 2001   | 4 968 840       | 19,8 %          | 2e                                    | [ 1 ]     |
| 13      | Jeudi 13 décembre 2001  | 4 598 820       | 18,2 %          | 2e                                    | [ 1 ]     |
| 14      | Jeudi 20 décembre 2001  | 5 338 860       | 21,3 %          | 2e                                    | [ 1 ]     |

Sur fond vert : plus hauts chiffres d'audiences
Sur fond rouge : plus bas chiffres d'audiences